# Karl Matthäus Woschitz
Karl Matthäus Woschitz (* 19. September 1937 in Sankt Margareten im Rosental) ist ein österreichischer katholischer Theologe.

## Leben
Woschitz erhielt 1955 seine Matura in Tanzenberg, Deutsch-Griffen. Er promovierte 1963 mit der Dissertation Prinzip Hoffnung – Mysterium Hoffnung. Ernst Blochs Ontologie des Noch-Nicht-Seins und eine christliche Metaphysik der Hoffnung an der Universität Innsbruck, wurde 1961 in Klagenfurt zum Priester geweiht und zum Professor an der Universität Graz ernannt. Nach 1971 lehrte er in Salzburg und Innsbruck sowie an verschiedenen Universitäten in Österreich und Deutschland. 1978 wurde ihm der Kardinal-Innitzer-Förderungspreis für Theologie verliehen
Von 1989 bis 1991 war Woschitz Dekan der Theologischen Fakultät der Universität Graz. Papst Johannes Paul II. ernannte ihn 1995 zum Ehrenprälaten Seiner Heiligkeit. Er wurde mit dem Österreichischen Ehrenkreuz für Wissenschaft und Kunst, 1. Klasse 1996 ausgezeichnet. Er war seit 1994 Vizedekan der Europäischen Akademie der Wissenschaften und Künste Klasse VII – Weltreligionen sowie Mitglied der Slowenischen Akademie der Wissenschaften und Künste seit 2001.
Karl Woschitz ist emeritierter Professor für Biblische Theologie und Religionswissenschaft und war von 1984 bis 2005 Leiter des Instituts für Religionswissenschaften der Universität Graz. Heute ist er Rektor der Christkönigskirche in Klagenfurt.

## Schriften (Auswahl)
- Elpis, Hoffnung. Geschichte, Philosophie, Exegese, Theologie eines Schlüsselbegriffs. Herder, Wien/Freiburg/Basel 1979, ISBN 3-210-24575-4 (zugleich Habilitationsschrift, Graz 1978).
- De homine. Existenzweisen. Spiegelungen, Konturen, Metamorphosen des antiken Menschenbildes. Verlag Styria, Graz/Wien/Köln 1984, ISBN 3-222-11519-2.
- Erneuerung aus dem Ewigen. Denkweisen – Glaubensweisen in Antike und Christentum nach Offbarung 1–3. Herder, Wien/Freiburg/Basel 1987, ISBN 3-210-24883-4.
- mit Manfred Hutter und Karl Prenner: Das manichäische Urdrama des Lichtes. Studien zu koptischen, mitteliranischen und arabischen Texten. Herder, Wien 1990, ISBN 3-210-24962-8.
- mit Maximilian Liebmann und Erich Renhart: Metamorphosen des Eingedenkens. Gedenkschrift der Katholisch-Theologischen Fakultät der Karl-Franzens-Universität Graz 1945–1995. Verlag Styria, Graz/Wien/Köln 1995, ISBN 3-222-12359-4.
- Fons vitae – Lebensquell. Sinn- und Symbolgeschichte des Wassers (= Forschungen zur europäischen Geistesgeschichte. Band 3). Herder, Wien/Freiburg/Basel 2003, ISBN 3-451-28104-X.
- Parabiblica. Studien zur jüdischen Literatur in der hellenistisch-römischen Epoche. Tradierung – Vermittlung – Wandlung. Lit, Münster/Wien 2005, ISBN 3-8258-8667-0.
- Verborgenheit in der Erscheinung. Mystagogie und Spiritualität des Johannesevangeliums (= Forschungen zur europäischen Geistesgeschichte. Band 13). Herder, Wien/Freiburg/Basel 2012, ISBN 978-3-451-34551-7.
- Lachen und Weinen. Die Expressivität menschlicher Innerlichkeit – Eine Kulturgeschichte. Herder, Freiburg im Breisgau 2022, ISBN 978-3-451-39207-8.